# Lisieux-i Freculf
Lisieux-i Freculf (latinul: Freculphus Lexoviensis), (? – 850/852. október 8.) latin nyelven író középkori frank klerikus, diplomata és történész. 

## Élete
Az aacheni palotában Jámbor Lajos udvarában kapott képzést Helisachartól, Lajos kancellárjától. 824-től egészen a haláláig Lisieux püspökének méltóságát töltötte be. Legismertebb műve A történelem 12 könyve (Historiarum libri XII). Művében a Teremtéstől kezdődően mutatja be a történelmet. Ő az első középkori történetíró, aki már érzékelte, hogy a Római Birodalom már a múlt. Freculf kivette részét kora egyházpolitikai harcaiból is: 824-ben Jámbor Lajos II. Jenő pápához küldte, hogy az engedélyezze a képek tiszteletét, ha nem is imádását. 12 könyv című művének második részét Judit császárnőnek, Kopasz Károly anyjának ajánlotta. Magát a művet pedig azért írta, hogy Károly – akit egyben  Nagy Károly megtestesüléseként mutatott be – tanulhasson a múlt hibáiból.

## Fordítás
- Ez a szócikk részben vagy egészben  a   Freculf című angol Wikipédia-szócikk ezen változatának fordításán alapul.  Az eredeti cikk szerkesztőit annak laptörténete sorolja fel. Ez a jelzés csupán a megfogalmazás eredetét és a szerzői jogokat jelzi, nem szolgál a cikkben szereplő információk forrásmegjelöléseként.